# Parafia św. Józefa Oblubieńca Najświętszej Maryi Panny w Gorzowie Wielkopolskim
Parafia św. Józefa Oblubieńca Najświętszej Maryi Panny w Gorzowie Wielkopolskim – nieistniejąca parafia Kościoła Polskokatolickiego w RP, położona w dekanacie lubuskim diecezji wrocławskiej. Msze św. celebrowane były niedzielę i święta o godz. 11, a w środę, piątek i sobotę o godz. 17.
Parafia Kościoła Polskokatolickiego św. Józefa Oblubieńca Najświętszej Maryi Panny w Gorzowie Wielkopolskim powstała w wyniku działań misyjnych Kościoła w latach 80. XX w. W latach 1984–2010 duszpasterzem parafii był ks. Józef Bryza (w latach 1984-1987 p.o. administratora parafii, 1987-1989 administrator parafii, od 1989 proboszcz parafii); zmarł 16 stycznia 2014. Decyzją Administratora  Diecezji Wrocławskiej księdza Infułata Stanisława Bosego, w porozumieniu ze Zwierzchnikiem Kościoła Polskokatolickiego  
ks. bp. prof. dr  hab. Wiktorem Wysoczańskim, z dniem 15 grudnia 2010 został mianowany administratorem parafii Św. Józefa Oblubieńca NMP w Gorzowie Wielkopolskim ks. Jacek Adam Zdrojewski, który jednak już 10 czerwca 2011 został skierowany do pracy w parafii św. Wawrzyńca w Turowcu – jednej z najstarszych parafii narodowych.
Początkowo siedziba parafii znajdowała się przy ul. Wał Okrężny 1/3, ale ze względu na budowę drogi, w 2006 miasto wyznaczyło na siedzibę parafii nową lokalizację.